# Kroktjärnen (Ängersjö socken, Hälsingland, 687636-145909)
Kroktjärnen är en sjö i Härjedalens kommun i Hälsingland och ingår i Ljusnans huvudavrinningsområde.